# Kostel svaté Barbory (Častohostice)
Kostel svaté Barbory je farní kostel v římskokatolické farnosti Častohostice, nachází se na severním okraji obce Častohostice v ohrazeném areálu hřbitova. Kostel je barokní stavbou s románskou vysokou věžovitou rotundou jako jádrem kostela. K původní rotundě byl přistavěn gotický hranatý presbytář. Kostel má další dvě menší boční lodě, součástí kostela jsou dvě podzemní hrobky – první z nich pro místní kněží, druhá z nich pro příslušníky rodu Nimptschů. Kostel je chráněn jako kulturní památka České republiky.

## Historie
Kostel byl postaven pravděpodobně až kolem 15. století, dle jiných pramenů v 13. století, nicméně dle původní rotundy se soudí, že původní rotunda-kostel byla postavena již velmi dávno, snad má být dle zdrojů z doby příchodu svatých Cyrila a Metoděje, zdivo původní rotundy je velmi silné. V roce 1548 byl kostel rozšířen, o několik let později kostel i s farností přešli přes protestantskou víru, zcela jistě byl evangelický v roce 1601. Katolíci pak farnost převzali až v roce 1621, patronát patřil Moravským Budějovicím, později Myslibořicím (od roku 1650) a od roku 1660 opět Moravským Budějovicím. Od roku 1670 pak byl patronát veden pod Blížkovicemi. Kostel pak byl opět rekonstruován a rozšířen mezi lety 1740 a 1745, ku kostelu byly přistavěny dvě boční lodě resp. kaple, jedna s oltářem zasvěceným Panně Marii (dříve snad Janu Nepomuckému) a druhá s oltářem zasvěceným Andělu Strážnému.
Dne 24. dubna 1834 byl kostel silně poškozen požárem po úderu blesku, byla zničena střecha kostela i věže, boční lodě s oltáři, mobiliář kostela, téhož roku však došlo k rekonstrukci. Do kostela se pak vrátily i zachráněné předměty, mezi nimiž byl hlavní oltářní obraz svaté Barbory, kazatelna a varhany z roku 1785. V roce 1842 pak vyhořela budova fary. V první polovině 19. století byl kostel upraven do dnešní podoby.
V roce 2010 proběhla rekonstrukce kostela. V roce 2011 probíhala veřejná sbírka peněz určená na obnovu kostela.